# Koornbrug
De Koornbrug (lokaal: Koornbeursbrug) is een vaste stenen boogbrug met dubbele overkapping over het water van de Nieuwe Rijn in het centrum van de Nederlandse stad Leiden. De brug verbindt de Burgsteeg met de Koornbrugsteeg.

## Geschiedenis
Eeuwenlang werd er op de brug koren verhandeld. De eerste vermelding van een brug op deze locatie stamt uit de 15e eeuw. In 1642 werd deze brug vervangen door de huidige Koornbrug met drie bogen en chique natuurstenen fronten. De eerste steen werd gelegd op 15 december 1642. De onderkant van de brug stamt nog uit deze tijd. De brug dankt zijn naam aan het feit dat er koren werd verhandeld. In de 17e eeuw werd de brug vernieuwd naar een ontwerp van Leids bouwkundige Arent van 's-Gravesande.

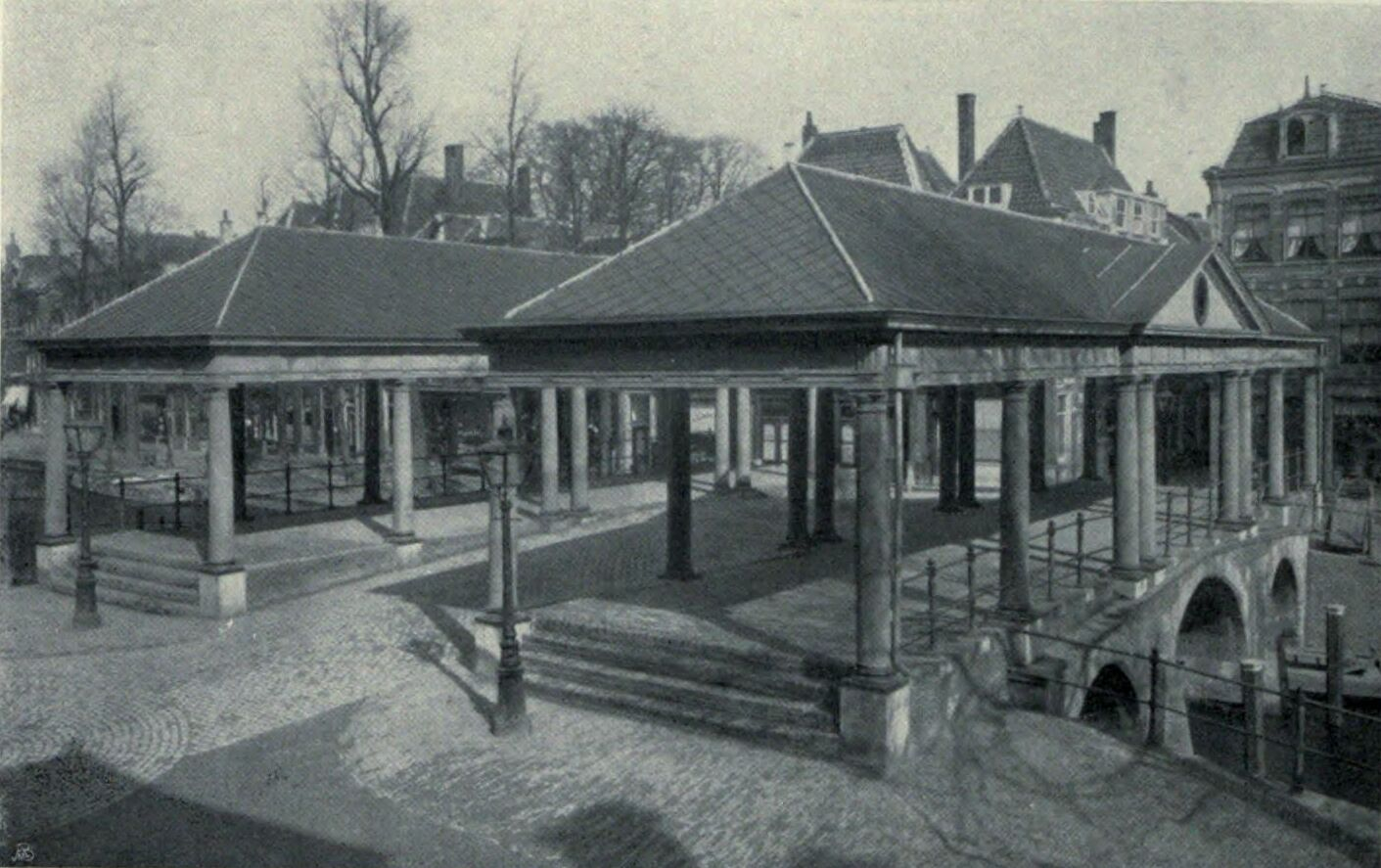
De Koornbrug in een Duits architectuurboek (1908)

In 1824 werd een overkapping geplaatst om zo de koopwaar te beschermen. De twee overkappingen in neoclassicistische stijl zijn ontwerpen door Salomon van der Paauw, de stadsarchitect van Leiden. In de overkapping bevindt zich het stadswapen van Leiden (sleutels) omgeven door korenaren. Onder het dak werd het koren opgeslagen. De gaten in het plafond dienden als ventilatie.
Sinds 1968 staat het object als rijksmonument ingeschreven in het monumentenregister. In 1978 werden de overkappingen ingrijpend gerestaureerd. Hierbij werden alle zuilen vervangen en vond er een gedeeltelijke vernieuwing van de kapconstructies plaats. Ook kwam er een ander type leien dakbedekking op de daken.
In maart 2007 werd de brug gerestaureerd omdat de brug door houtrot en schimmels was aangetast. In november 2007 werd de brug gedeeltelijk vernield door scholieren die protesteerden tegen de 1040-urennorm. De schade bedroeg ruim 17.000 euro.

## Foto's

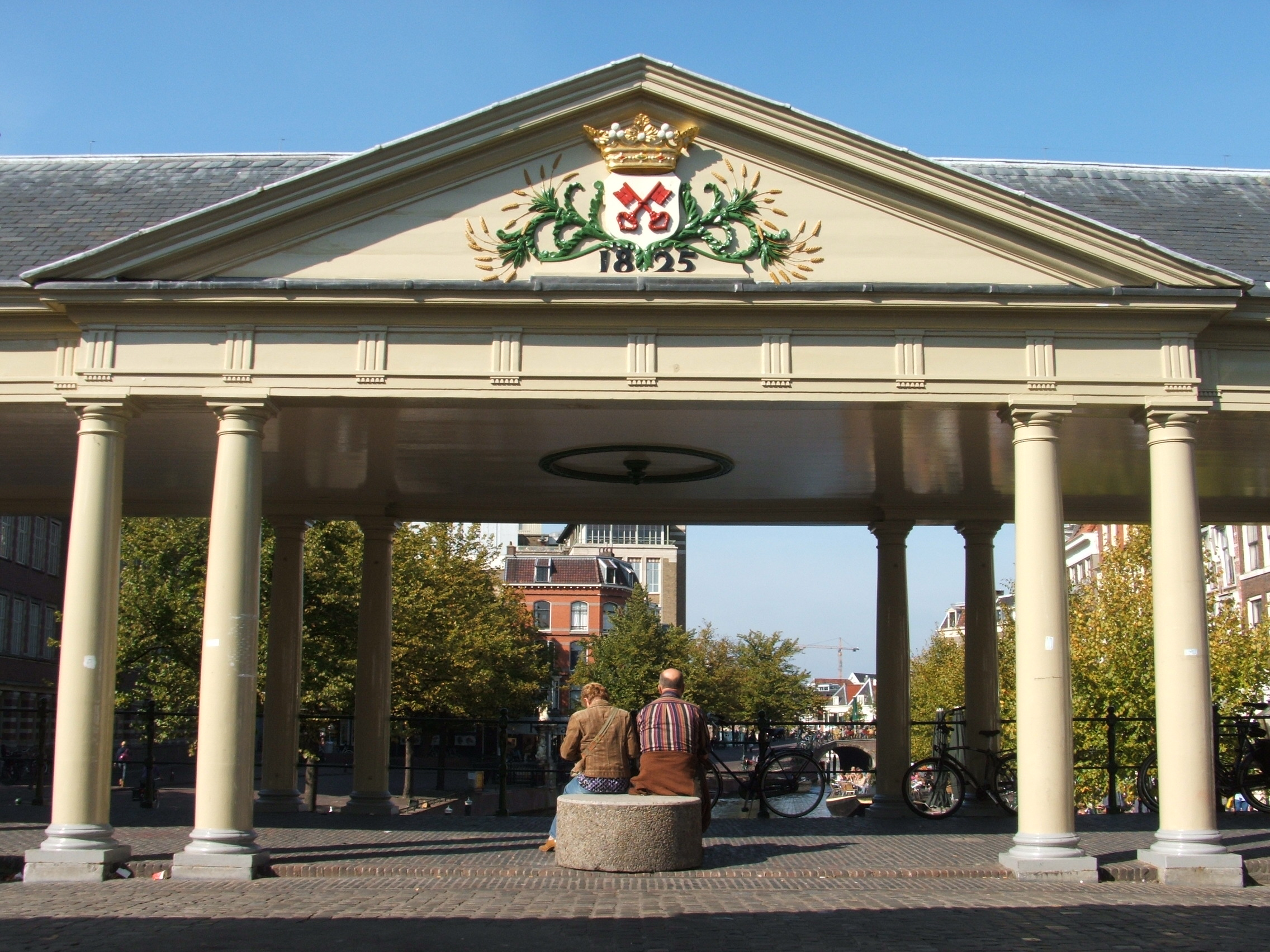
Koornbrug in 2008
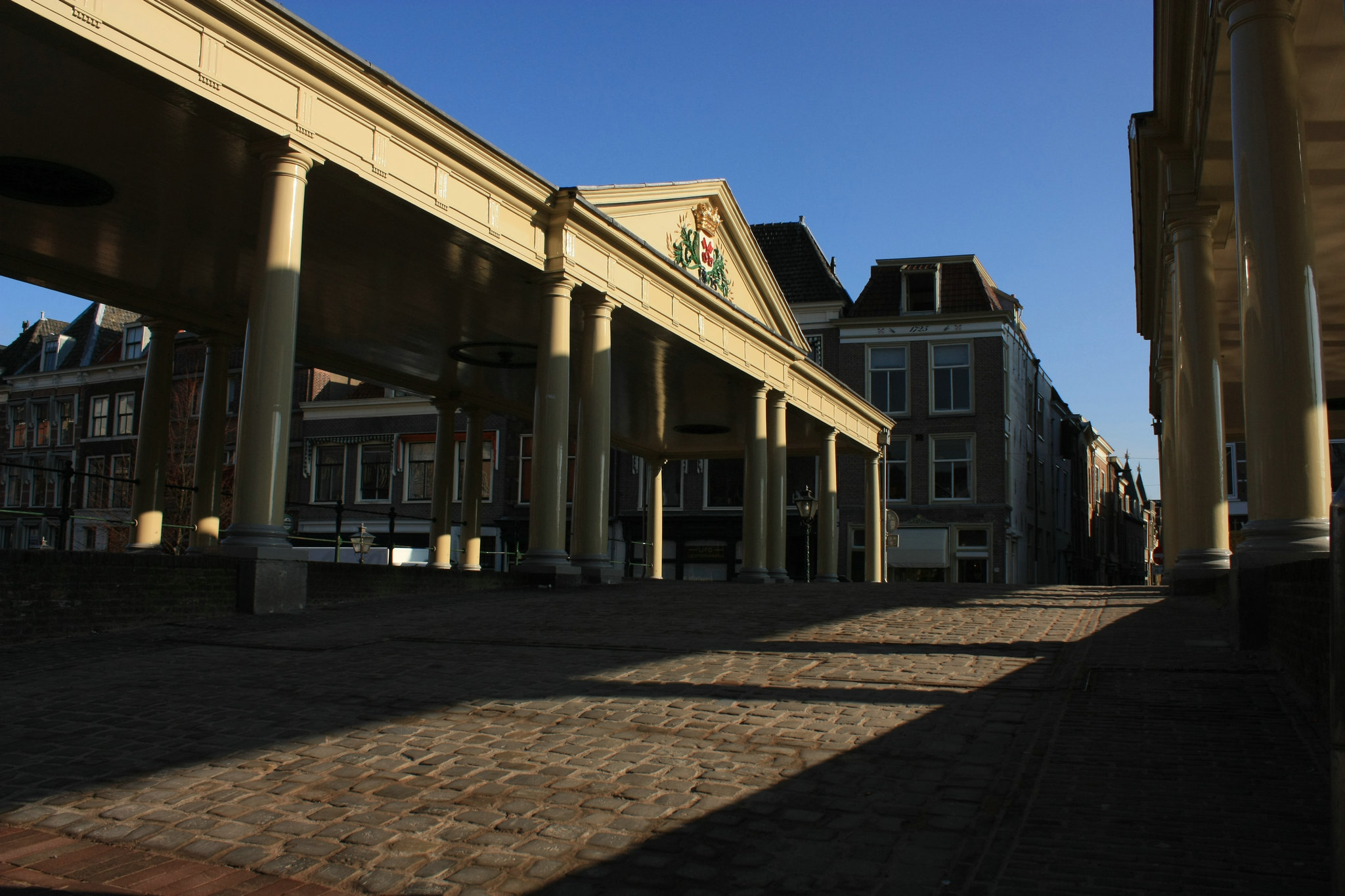
Koornbrug in 2013
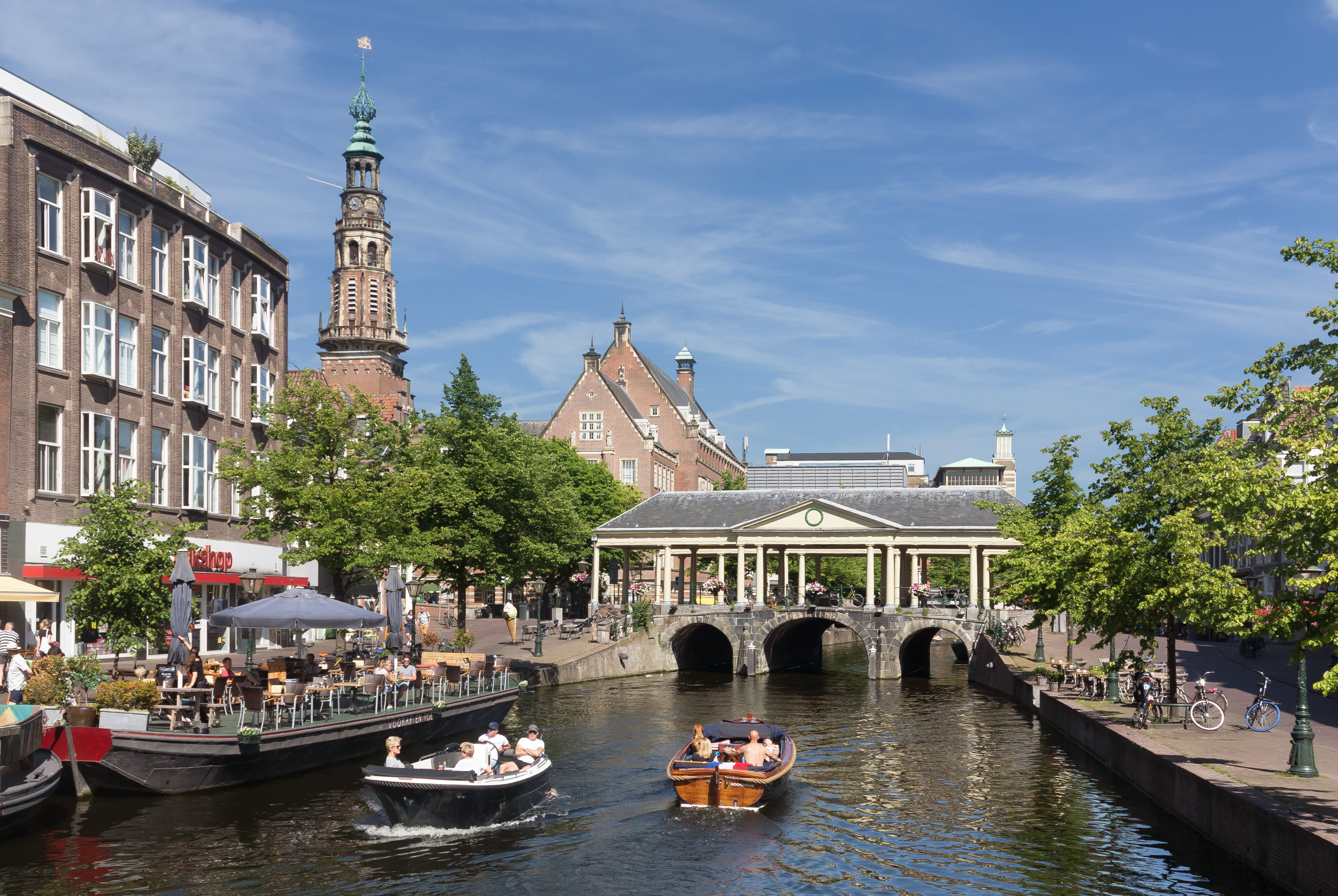
Koornbrug in 2017
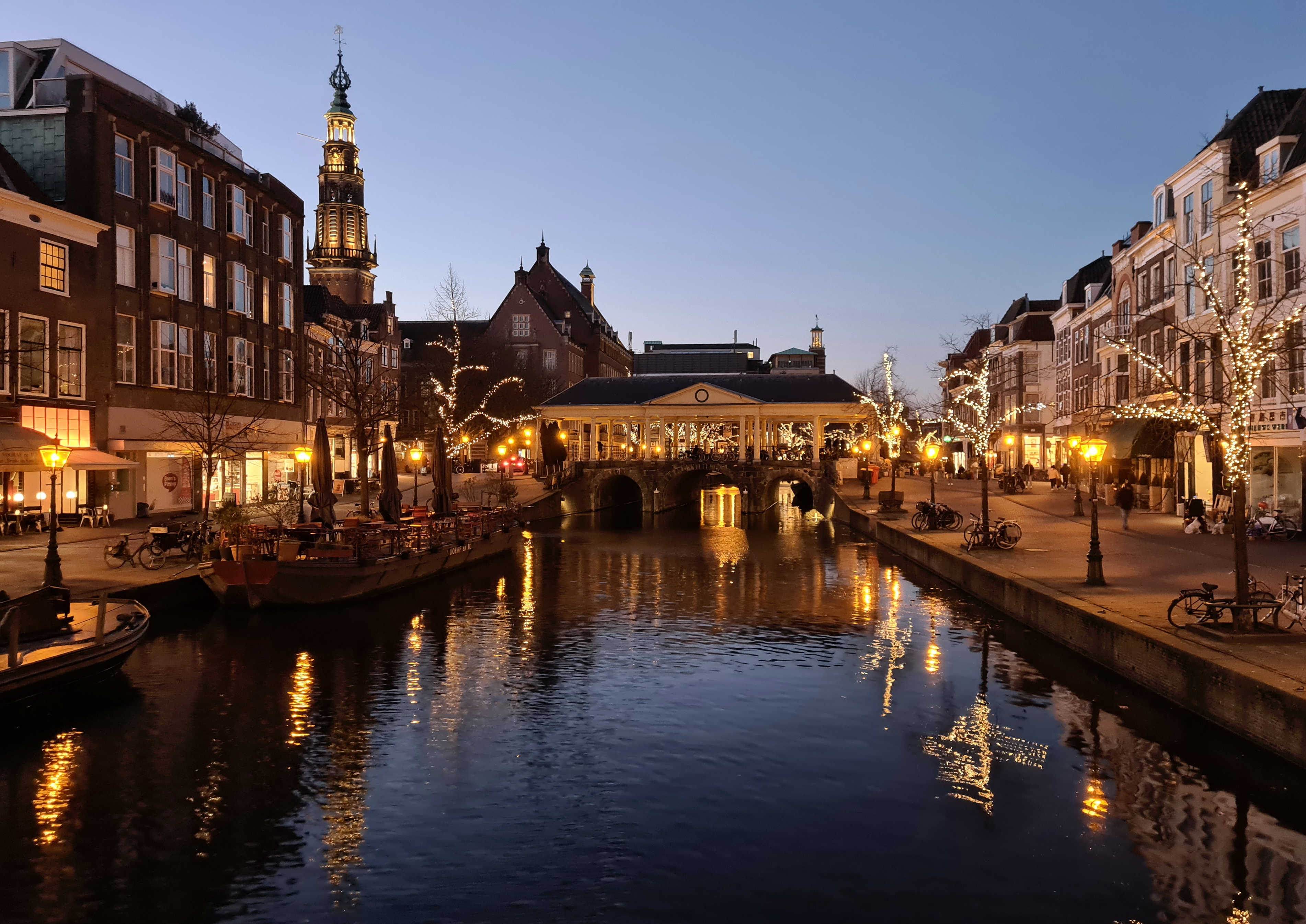
Koornbrug bij avond, 2024

In de binnenstad:

Aeldisbrug ·
Alkemadebrug ·
Asschuurbrug ·
Blauwpoortsbrug ·
Blekersbrug ·
Bostelbrug ·
Catharinabrug ·
Derde Waardbrug ·
Doelenbrug ·
Doelengrachtsbrug ·
Doelenpoortsbrug ·
Dullebrug ·
Franciskanerbrug ·
Gansoordbrug ·
Gepekte Brug ·
Groenebrug ·
Groenhazenbrug ·
Grofsmederijbrug ·
Grote Havenbrug ·
Hapynionbrug ·
Helarbrug ·
Herenbrug ·
Herenpoortsbrug ·
Hogewoerdsbrug ·
Hoogeveensbrug ·
Huigbrug ·
Hulpwerfbrug ·
Jan van Houtbrug ·
Jan Vossenbrug ·
Karnemelksbrug ·
Katoenbrug ·
Kazernebrug ·
Kerkbrug ·
Kerkpleinbrug ·
Kippenbrug ·
Kleine Havenbrug ·
Kleine Paterbrug ·
Koepoortsbrug ·
Koornbrug ·
Koningsbrug ·
Kraaierbrug ·
Laatste Brug ·
Lijsbethbrug ·
Looiersbrug ·
Lourisbrug ·
Loviumbrug ·
Marebrug ·
Marepoortsbrug ·
Mecklenburgerbrug ·
Minnebroersbrug ·
Molensteegbrug ·
Morspoortbrug ·
Nassaubrug ·
Neksluisbrug ·
Nieuwsteegbrug ·
Nonnenbrug ·
Noordeindsbrug ·
Noord-Kijfbrug ·
Oranjebrug ·
Paterbrug ·
Pauwbrug ·
Poppebrug ·
Rembrandtbrug ·
Reuvensbrug ·
Rijnbrug ·
Rijnsburgerbrug ·
Scheluwbrug ·
Singelbrug ·
Sint Jansbrug ·
Sint Jeroensbrug ·
Sint Sebastiaansbrug ·
Stadsmolensluis ·
Tapijtkloppersbrug ·
Trekvaartbrug ·
Turfmarktsbrug ·
Tweede Waardbrug ·
Utrechtse Brug ·
Valkbrug ·
Van Disselbrug ·
Verversbrug ·
Vierde Waardbrug ·
Visbrug ·
Vlietbrug ·
Vreewijkbrug ·
Warmonderbrug ·
Weverbrug · 
Wijnbrug ·
Wisenniabrug ·
Wittepoortsbrug ·
Zijlpoortsbrug ·
Zuid-Kijfbrug ·
Zuidsingelbrug
Overige bruggen:

Groenhovenbrug ·
Haagbrug ·
Haagsche Schouwbrug ·
Hoflandbrug ·
Hooghkamerbrug ·
Jaagbrug ·
Jan van Goyenbrug ·
Julius Caesarbrug ·
Kanaalbrug · 
Lammebrug ·
Oud-Hortuszichtbrug ·
Trekvlietbrug ·
Schrijversbrug ·
Spanjaardsbrug ·
Spoorbrug RSK ·
Spoorbrug De Vink ·
Staatsspoorbrug ·
Stevensbrug ·
Stevenshofbrug ·
Sumatrabrug ·
Waddingerbrug ·
Wilhelminabrug ·
Wouterenbrug ·
Zijlbrug